# 바덴 변경백국
바덴 변경백국(독일어: Markgrafschaft Baden)은 신성 로마 제국의 역사적인 영토였다. 독일 남서부 독일의 라인강 상류 우안을 따라 펼쳐져 있었으며, 1112년에 변경백국으로 명명되었고 1535년까지 존재하다가 바덴두를라흐 변경백국과 바덴바덴 변경백국으로 분할되었다. 두 지역은 1771년 변경백 카를 프리드리히 아래 재통일되었지만, 세 지역은 제국의회에 별도의 의석을 유지했다. 복원된 바덴 변경백국은 1803년 선제후 지위로 승격되었다. 1806년, 영토를 추가로 획득한 바덴 선제후국은 바덴 대공국이 되었다. 바덴의 통치자는 체링겐가의 슈바벤 분가인 바덴가로 알려져 있다.

## 역사
11세기 동안 슈바벤 공국은 강력한 중앙 권력이 부족했으며, 다양한 백작 가문의 통제하에 있었다. 그중 가장 강력한 가문은 호엔슈타우펜가, 벨프가, 합스부르크가 그리고 체링겐가였다. 하인리히 3세 황제는 체링겐 가문의 후계자 베르톨트에게 공작위를 약속했지만, 1056년 하인리히의 죽음과 함께 그의 미망인 푸아티에의 아그네스는 라인펠덴의 루돌프를 슈바벤 공작으로 임명했다. 베르톨트는 자신의 권리를 포기하고 케른텐 공국과 이탈리아의 베로나 변경백국으로 보상받았다. 그는 그곳에서 자신을 확립할 수 없었고, 결국 1077년 서임권 투쟁 동안 하인리히 4세 국왕에 의해 폐위되면서 두 영토를 모두 잃었다. 베르톨트는 그의 슈바벤 본토로 은퇴하여 이듬해 사망했다. 그러나 베로나 변경백 칭호는 그의 장남 헤르만 1세에게 유지되었다.
헤르만 1세의 아들이자 베르톨트 2세의 손자인 헤르만 2세는 경쟁 가문인 호엔슈타우펜 가문과 협약을 맺었고, 1098년경 하인리히 4세 황제로부터 제국 직할령을 수여받았다. 그의 아버지처럼 헤르만 2세는 변경백 칭호를 주장했다. 그는 독일에서 태어나 자랐으므로 독일에 거주지를 두기로 결정했다. 그가 선택한 영지는 바덴(현재의 바덴바덴)으로, 그의 아버지가 상속녀인 에베르슈타인-칼프 백작령의 유디트 폰 바크낭-줄리히가우와 결혼하여 통치권을 얻은 곳이다. 바덴에서 헤르만 2세는 호헨바덴 성을 건축했다. 1100년경에 공사가 시작되었고, 1112년에 완공되자 그는 바덴 변경백의 칭호를 채택함으로써 이 행사를 기념했다.

### 성장
바덴이 수도였기 때문에 새로운 변경백국은 바덴으로도 알려졌다. 헤르만 2세는 1130년 사망할 때까지 변경백으로 계속 재위했다. 그의 아들과 손자인 헤르만 3세(재위 1130–1160)와 헤르만 4세(재위 1160–1190)는 영토를 확장했다. 1200년경, 이 영토는 처음으로 분할되었다. 바덴바덴과 바덴호흐베르크의 두 계통이 설립되었다. 후자는 약 백 년 후에 분할되어 세 번째 계통인 바덴자우젠베르크를 만들었다.
12세기와 13세기 동안 바덴은 호엔슈타우펜가의 충실하고 확고한 지지자였으며, 심지어 체링겐-슈바벤 출신 친척들에 대항해서도 그러했다. 그들의 봉사에 대한 대가로, 그들은 독일 남서부, 라인강을 건너 서쪽 알자스까지, 동쪽으로 슈바르츠발트 가장자리까지, 북쪽으로 무르크강까지, 남쪽으로 브라이스가우까지 통치를 확대하는 것이 허용되었다. 바덴바덴의 네 번째 변경백인 바덴바덴 변경백 헤르만 5세(재위 1190–1243)는 바크낭, 두를라흐, 슈투트가르트, 에틀링겐, 그리고 포르츠하임과 여러 수도원을 세웠는데, 그중에는 그의 후손들의 매장지가 된 리히텐탈 수도원도 포함된다. 1219년에 그는 자신의 권력 중심지를 포르츠하임으로 옮겼다. 그는 체링겐가와 브라운슈바이크에 대한 자신의 주장을 포기해야 했지만, 남부 바덴의 두 계곡의 이름을 딴 오르테나우와 브라이스가우의 그라프(백작) 칭호를 얻었다. 그의 아들과 손자인 바덴 변경백 헤르만 6세(재위 1243–1250)와 바덴 변경백 프리드리히 1세(재위 1250–1268)는 오스트리아와 슈타이어마르크의 공작 칭호를 주장했다. 오스트리아인들은 외부인의 통치를 원하지 않았기 때문에 그들을 거부했다.

### 통합

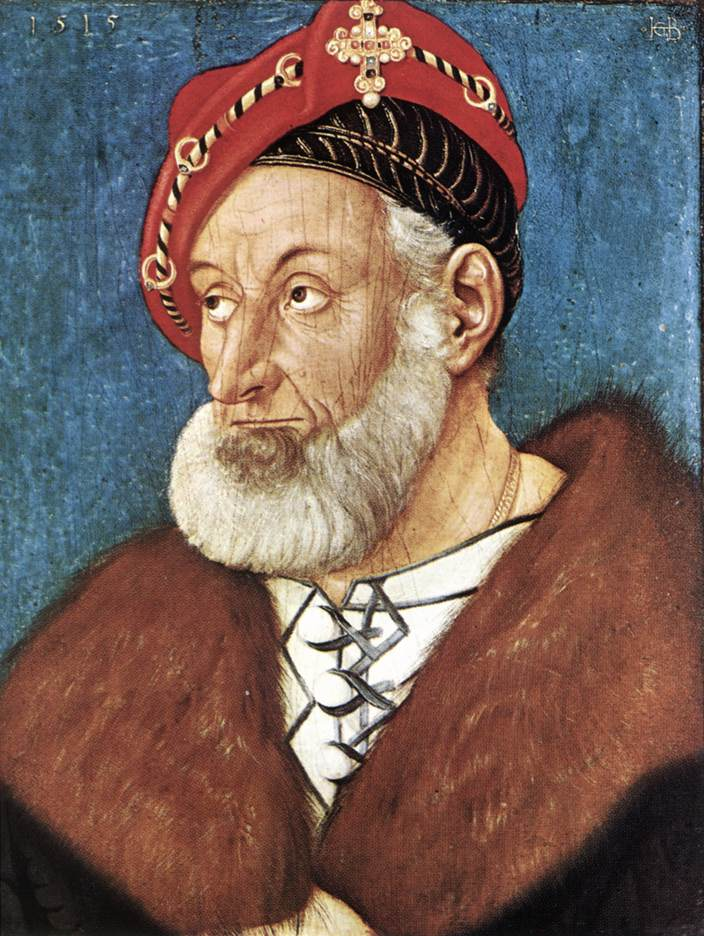
한스 발둥 그린이 그린 바덴의 크리스토프 1세, 1515년

바덴바덴 변경백 베른하르트 1세(재위 1391–1431)는 1391년에 모든 획득지를 통합했다. 명망 있는 군인이었던 베른하르트는 선대 변경백들의 사명을 이어받아 바덴-포르츠하임과 바덴-호흐베르크를 포함한 여러 지역을 추가로 획득했다. 1291년부터 바덴-포르츠하임은 자체 변경백국을 가지고 있었지만, 1361년에 상속인이 없어 바덴바덴가로 되돌아갔다. 바덴-호흐베르크는 상황이 별로 좋지 않았다. 1190년에 설립되어 1418년까지 지속되었으나, 남자 상속인 없이 단절되었다. 가장 가까운 상속인이었던 베른하르트가 바덴-호흐베르크를 차지했다. 바덴-자우젠베르크는 1503년까지 자체 변경백국을 유지하다가 상속인 부재로 바덴바덴가로 되돌아갔다.
변경백국의 통합은 1442년에 이루어졌다. 그해 라어와 말베르크 영지의 절반이 편입되어 남부의 브라이스가우와 북부의 바덴바덴이라는 두 주요 지역을 연결하게 되었다. 중세 후기 내내 바덴은 행정, 재정, 군대를 성장시켜 특히 오르테나우와 브라이스가우의 나머지 지역에서 합스부르크 소유지를 획득한 후에는 독일 남서부 신성 로마 제국에서 가장 크고 강력한 국가 중 하나가 되었다.

### 시련
1462년 마인츠의 새로운 대주교 선거를 둘러싼 분쟁으로 바덴바덴 변경백 카를 1세(재위 1453–1475)는 프리드리히 1세 폰 데어 팔츠 선제후에 대항하여 전쟁을 치르게 되었다. "마인츠 대주교 분쟁"으로 알려진 이 전쟁은 몇 달 동안 짧게 지속되었지만, 패자였던 카를에게는 파멸적인 영향을 미쳤다. 그는 자신의 영토 중 일부를 팔츠 선제후국과 그 동맹국에 양도해야 했다. 이 영토는 그의 아들이자 후계자인 크리스토프 1세(재위 1475–1515)에 의해 회복되었다. 그는 자신의 아들 중 한 명인 필리프 아래에서 영토를 통일하려고 노력했지만, 그의 노력은 프랑스 국왕 루이 12세에 의해 좌절되었다. 1479년, 바덴 변경백국의 수도는 호헨바덴 성에서 크리스토프 1세가 지은 바덴바덴의 신성(Neues Schloss)으로 옮겨졌다. 1503년, 바덴-자우젠베르크는 남자 상속인 없이 단절되었고 모든 바덴 영지는 크리스토프에 의해 통합되었다. 사망 전, 크리스토프는 변경백국을 세 아들에게 나누어주었다. 필리프는 1515년에 그를 계승했지만 1533년에 자녀 없이 사망했고, 그의 몫은 그의 형제인 베른하르트와 에른스트에게 돌아갔다. 1535년에 그들은 상속 재산을 새로 분할했다. 이는 바덴 가문의 두 주요 계통인 바덴바덴과 바덴두를라흐(1565년까지 바덴-포르츠하임)를 확립하는 여러 차례의 분할 중 첫 번째였으며, 이 두 계통은 1771년까지 지속되었다. 그러나 두 계통 간의 관계는 평화롭지 않았고 끊임없는 분할은 도움이 되지 않았다.
종교 개혁 기간 동안 바덴바덴을 중심으로 한 여러 지류는 로마 가톨릭교회 편에 남았고, 다른 지류는 바덴두를라흐와 함께 프로테스탄트 편에 합류했다. 30년 전쟁은 모든 지류에게 상황을 더욱 악화시켰다. 많은 지류가 다른 나라로 망명했다. 바덴은 전쟁 중 심하게 피해를 입었다. 1648년 베스트팔렌 조약은 지류와 그들의 교회를 본국으로 복귀시켰다. 점차 경쟁은 가라앉았다. 프랑스의 "태양왕" 루이 14세의 전쟁 동안 두 변경백국은 프랑스 군대에 의해 황폐화되었다. 바덴바덴의 변경백 "터키 루트비히" 빌헬름(재위 1677–1707)이 이끄는 신성 로마 제국군은 프랑스에 맞서 싸웠다.

### 재통일
1771년, 아우구스투스 게오르크는 아들 없이 사망하면서 바덴바덴의 마지막 변경백이 되었다. 그의 모든 영토는 6촌 관계인 가장 가까운 상속인, 바덴두를라흐의 변경백 카를 프리드리히(재위 1738–1811)에게 넘어갔다. 세 번째이자 마지막으로 모든 바덴 영지는 단일 통치자 아래 재통일되었다.
바덴은 마침내 통일되었지만, 그 영지는 라인강 상류 양쪽에 흩어져 넓게 퍼져 있었고, 총 면적은 1,350 mi2 (3,500 km2)였다. 카를 프리드리히가 1738년에 변경백이 되었을 때, 그는 영토의 공백을 메우는 것을 개인적인 사명으로 삼았다. 그의 첫 번째 기회는 1792년 제1차 대프랑스 동맹이 프랑스와 오스트리아 사이에 발발했을 때 찾아왔다. 바덴군은 오스트리아를 위해 싸웠지만 패배하여 바덴은 황폐해졌다. 카를 프리드리히는 배상금을 지불하고 라인강 좌안의 영토를 프랑스에 할양해야 했다. 그는 몇 년 후 나폴레옹 보나파르트의 적이자 알렉산드르 1세의 편에서 두 번째 기회를 얻었다. 1803년, 차르의 노력 덕분에 변경백은 콘스탄츠 주교후국, 라인 팔츠의 일부, 그리고 다른 여러 작은 지역을 얻었으며, 이로써 선제후의 존엄을 얻게 되었다.

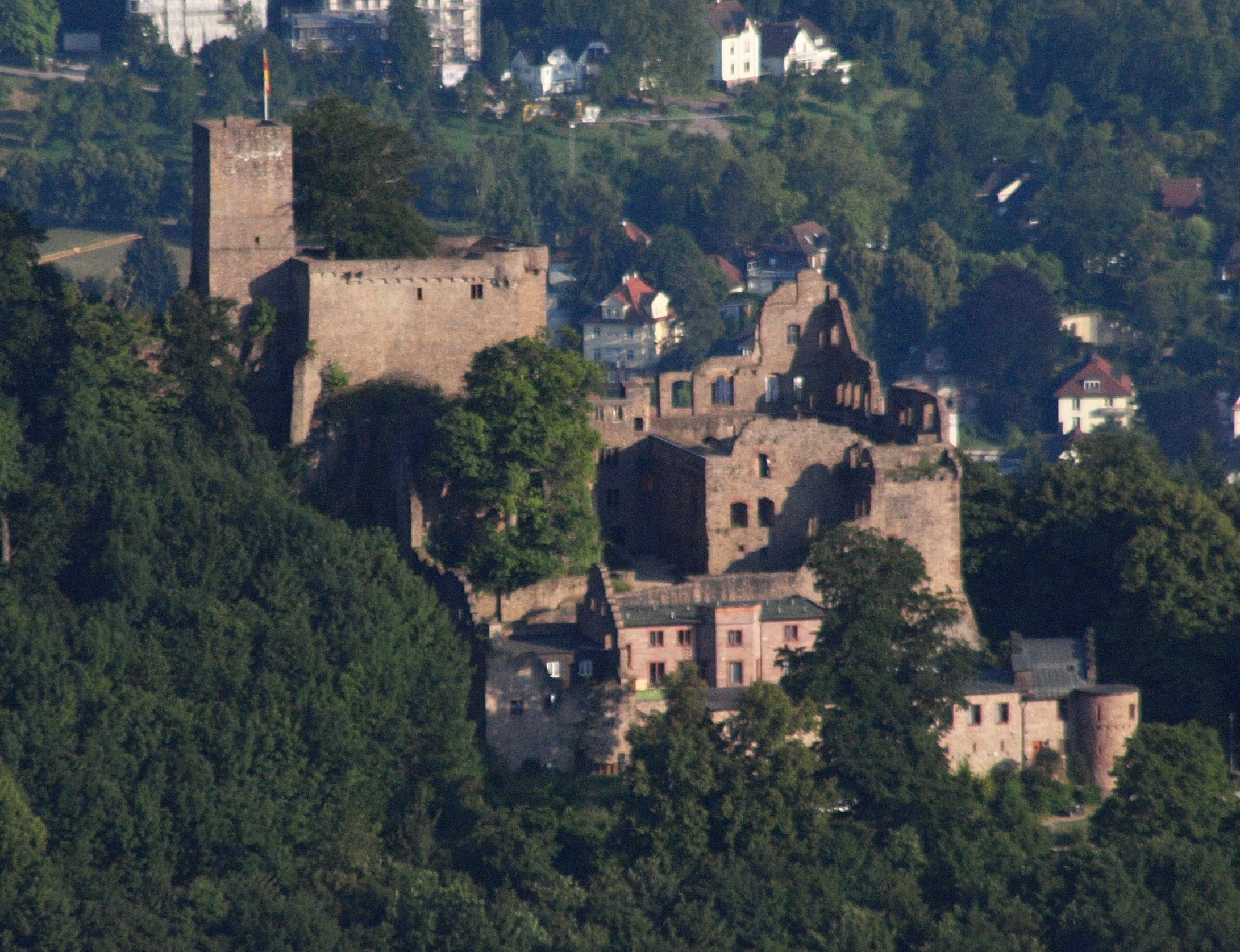
바덴바덴의 호헨바덴 성 유적
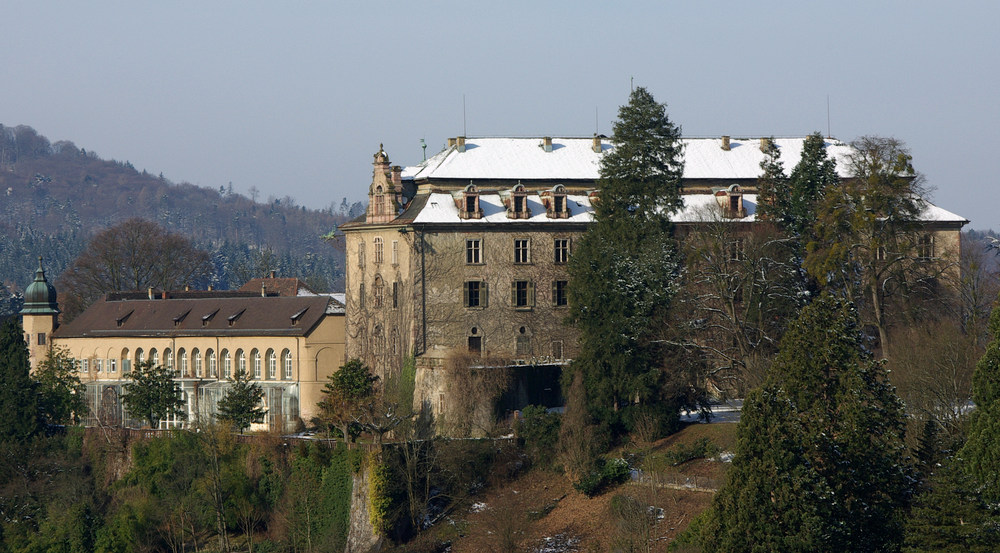
바덴바덴 신성
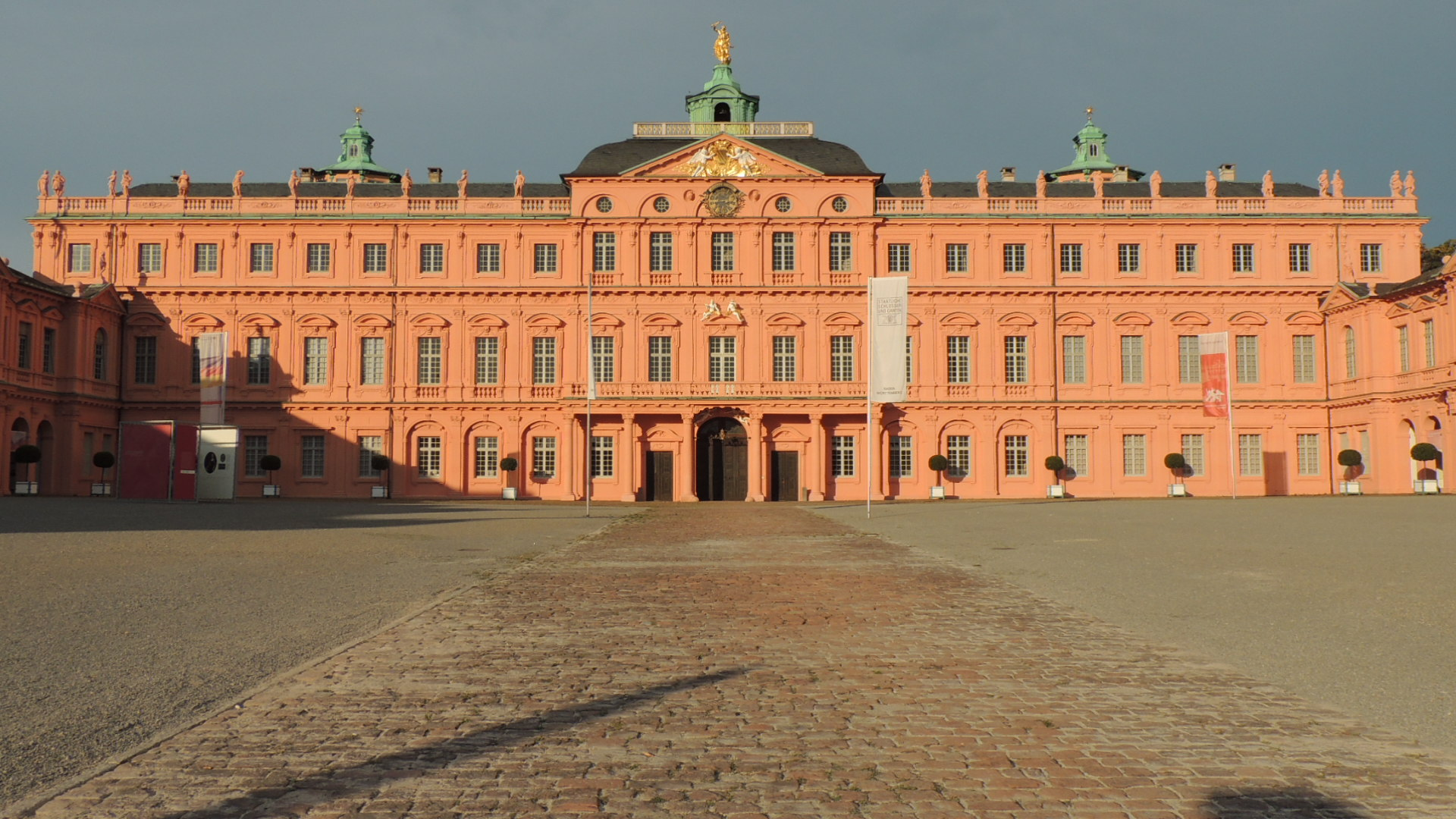
1705년부터 바덴바덴 변경백들의 거주지였던 라슈타트 궁전
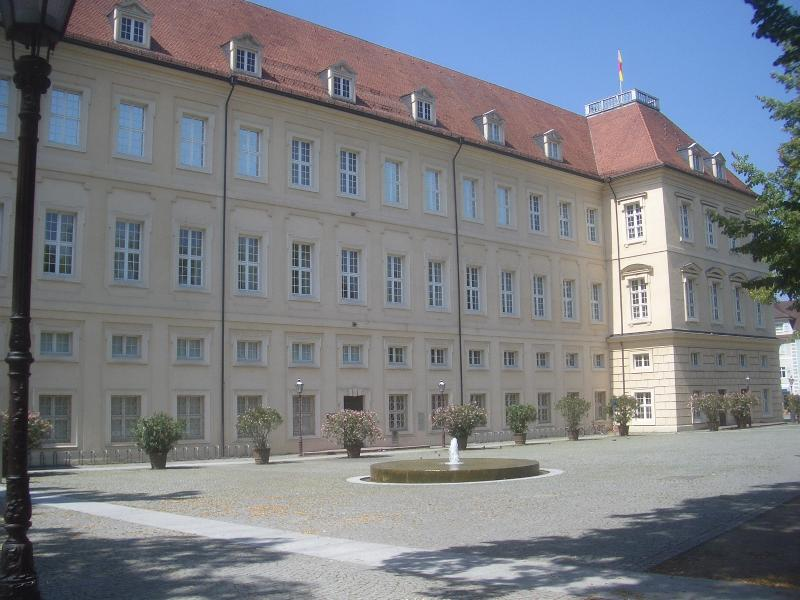
1565년부터 바덴두를라흐 변경백들의 거주지였던 두를라흐의 카를스부르크 성
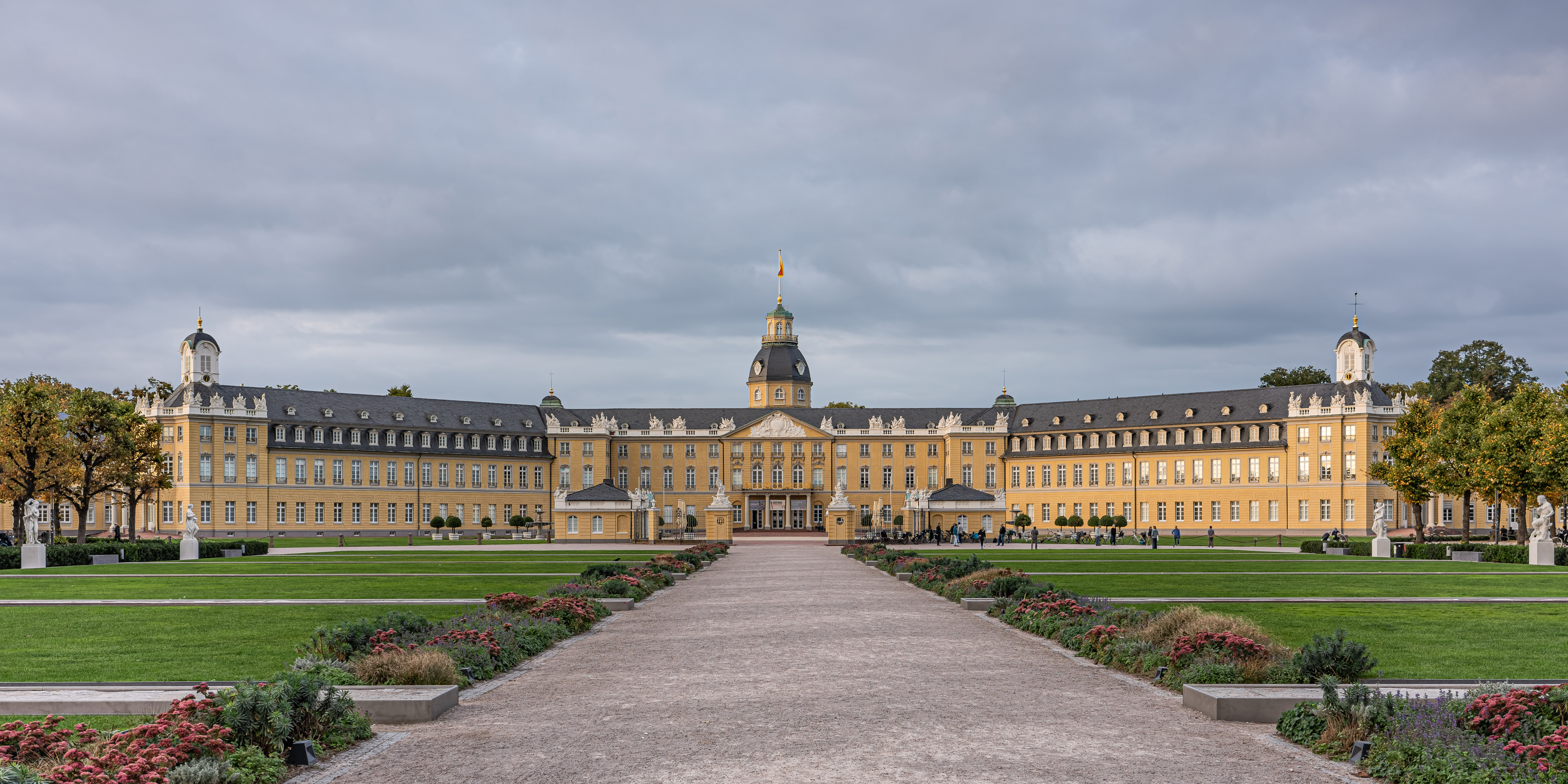
1718년부터 바덴두를라흐 변경백들의 거주지였고 1806년부터 바덴 대공국의 거주지였던 카를스루에 궁전
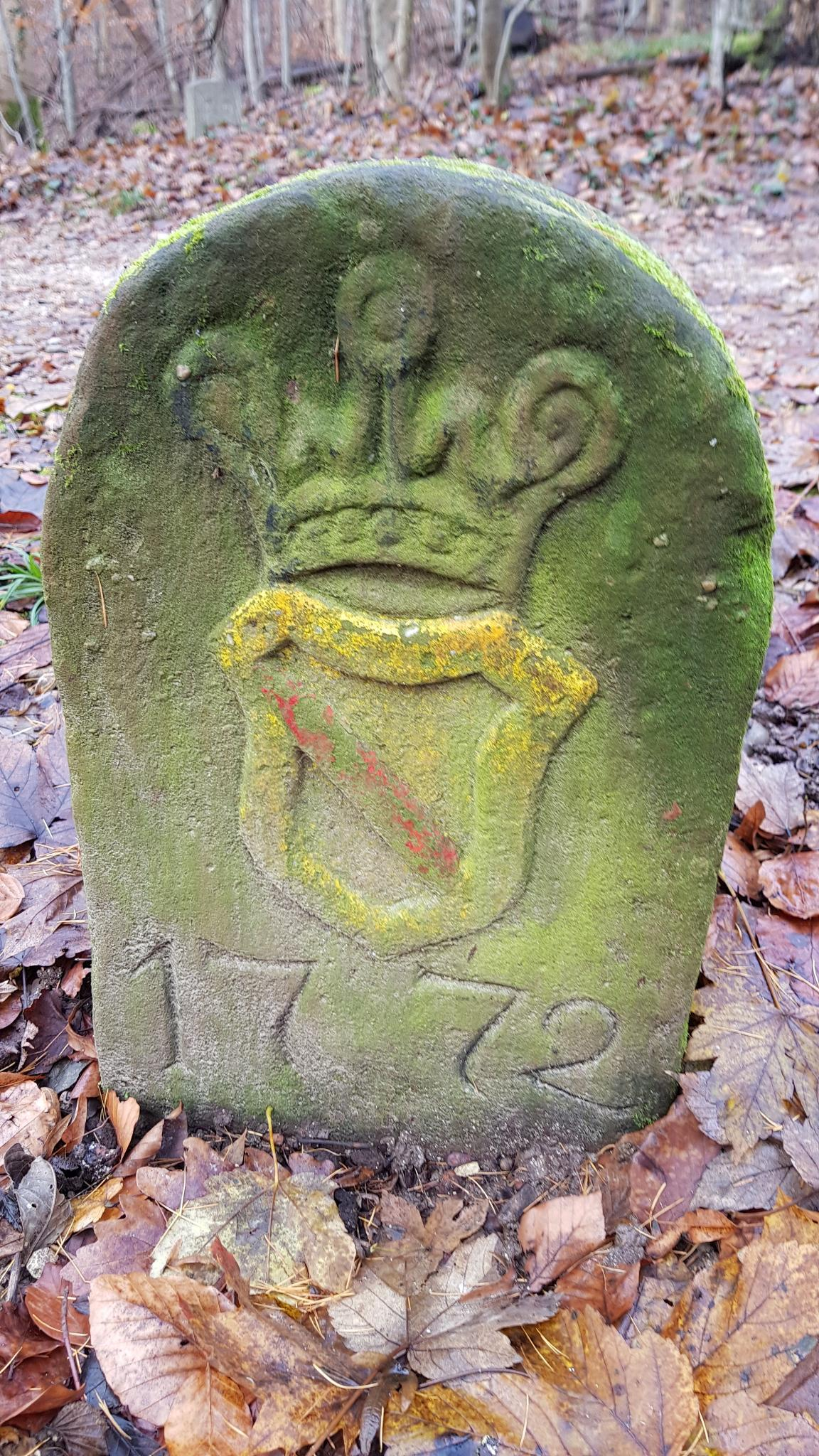
1772년 바젤과 현대의 바덴뷔르템베르크주 사이의 경계석